# Германоамериканский союз
Германоамерика́нский сою́з (англ. German American Bund; нем. Amerikadeutscher Bund; Amerikadeutscher Volksbund, AV) — нацистская организация в США, образованная лицами немецкого происхождения в начале 1930-х годов. Выступала за дружественные отношения с нацистской Германией и предотвращение вступления США в войну.
Возникла в результате слияния двух групп: НСДАП и «Свободного общества Тевтонии», которые образовали организацию «Друзья новой Германии». Затем «Друзья новой Германии» получили название «Германоамериканский союз». Организация проводила митинги в Нью-Йорке, снимала пропагандистские фильмы.
В 1936 году лидер организации Фриц Кун посетил Олимпийские игры 1936 в Берлине, где встретился с Адольфом Гитлером. Сам Гитлер не хотел, чтобы «Германоамериканский союз» вёл агрессивную пропаганду, опасаясь негативной реакции американского общества. 20 февраля 1939 года, выступая на митинге в Мэдисон-Сквер-Гардене в Нью-Йорке, Фриц Кун подверг критике Рузвельта, назвав политику «нового курса» «еврейским курсом», а самого Рузвельта — Розенфельдом. Организация активно сотрудничала с Всероссийской фашистской организацией А. А. Вонсяцкого. Кун был осужден за кражу (присвоение 14 тысяч долларов от организации) и уклонение от налогов, и 28 ноября 1939 года новым лидером Союза стал Герхард Кунце.
Во время Второй мировой войны члены организации, призывавшей уклоняться от призыва, были интернированы, а Герхард Кунце был в 1942 году осужден по сфальсифицированным обвинениям вместе с А. А. Вонсяцким. Организация потеряла популярность и постепенно распалась.
По заявлению гангстера еврейского происхождения Меера Лански, в 1930-е годы он участвовал в одной из драк против членов организации в Йорквилле (Манхэттен):

Сцена была украшена свастикой и портретом Адольфа Гитлера. Ораторы начали разглагольствовать. Нас было всего пятнадцать человек, но мы перешли к решительным действиям и вышвырнули кое-кого из окон. Большая часть нацистов испугалась и разбежалась, но мы бросились в погоню и поколотили их. Мы хотели показать, что евреи никогда не будут сидеть и терпеть оскорбления.
Оригинальный текст (англ.)The stage was decorated with a swastika and a picture of Adolf Hitler. The speakers started ranting. There were only fifteen of us, but we went into action. We threw some of them out the windows. Most of the Nazis panicked and ran out. We chased them and beat them up. We wanted to show them that Jews would not always sit back and accept insults.